# 이산 공간
일반위상수학에서 이산 공간(離散空間, 영어: discrete space)은 모든 부분집합이 열린집합인 위상 공간이다. 대략, 고립돼 있는 점들로 이루어진 공간으로 생각할 수 있다.

## 정의
이산 공간의 개념은 순수하게 일반위상수학적으로 정의할 수 있으며, 대신 범주론적으로, 또는 기하학적으로 정의할 수도 있다.

### 위상수학적 정의
위상 공간 {\displaystyle X}에 대하여 다음 조건들이 서로 동치이며, 이를 만족시키는 위상 공간을 이산 공간이라고 한다.
- {\displaystyle X} 위의 위상은 그 멱집합이다. 즉, {\displaystyle X}의 모든 부분 집합이 열린집합이다.
- {\displaystyle X} 속의 모든 한원소 집합은 열린집합이다.
- {\displaystyle X} 속의 조밀 집합은 {\displaystyle X} 전체 밖에 없다.
- {\displaystyle X}를 정의역으로 하는 모든 함수는 연속 함수이다. 즉, 임의의 위상 공간 {\displaystyle Y} 및 함수 {\displaystyle f\colon X\to Y}에 대하여, {\displaystyle f}는 연속 함수이다.
- {\displaystyle X}를 공역으로 하는 연속 함수는 국소 상수 함수 밖에 없다. 즉, 임의의 위상 공간 {\displaystyle Y} 및 연속 함수 {\displaystyle f\colon Y\to X} 및 {\displaystyle y\in Y}에 대하여, {\displaystyle f|_{U}}가 상수 함수인 근방 {\displaystyle U\ni y}가 존재한다.
- {\displaystyle X} 속의 점렬 {\displaystyle (x_{i})_{i=0}^{\infty }}이 수렴한다면, {\displaystyle x_{N}=x_{N+1}=x_{N+2}=\cdots }가 되는 {\displaystyle N\in \mathbb {N} }이 존재한다.
- 국소 연결 공간이자 완전 분리 공간이다.
- 국소 경로 연결 공간이자 완전 분리 공간이다.

이와 관련된 위상 공간의 종류로 다음이 있다.
| 모든 한원소 집합이 … | 닫힌집합이어야 한다 | 열린집합이어야 한다 | 닫힌집합일 수 없다   | 열린집합일 수 없다 | 열린집합과 닫힌집합의 교집합이어야 한다 |
| -------------------- | ------------------- | ------------------- | -------------------- | ------------------ | --------------------------------------- |
| 위상 공간의 종류     | T1 공간             | 이산 공간           | (특별한 이름이 없음) | 자기 조밀 공간     | TD 공간                                 |

### 범주론적 정의
범주론적으로, 이산 공간은 위상 공간의 구체적 범주에서의 자유 대상이다. 즉, 망각 함자 {\displaystyle F\colon \operatorname {Top} \to \operatorname {Set} }는 왼쪽 수반 함자
{\displaystyle D\colon \operatorname {Set} \to \operatorname {Top} }
{\displaystyle D\dashv F}
를 가지며, 이 함자를 이산 함자라고 한다. 집합 {\displaystyle S}의 {\displaystyle D}에 대한 상 {\displaystyle I(S)}는 {\displaystyle S} 위의 이산 공간이다. (반대로, 망각 함자의 오른쪽 수반 함자는 비이산 공간 함자이다.)

### 기하학적 정의
집합 {\displaystyle X} 위에는 다음과 같은 표준적 거리 함수를 줄 수 있다.
{\displaystyle d(x,y)={\begin{cases}0&x=y\\1&x\neq y\end{cases}}}
이 거리 함수를 이산 거리 함수(離散距離函數, 영어: discrete metric)라 하고, 이산 거리 함수를 부여한 거리 공간을 이산 거리 공간(離散距離空間, 영어: discrete metric space)이라고 한다. 이산 거리에 대한 거리 위상은 이산 위상과 같으며, 따라서 이산 공간이 거리화 가능 공간임을 알 수 있다. 이산 거리 공간은 또한 초거리 공간을 이룬다.

## 성질
이산 공간에서는 모든 부분 집합이 열린닫힌집합이다.
모든 이산 공간은 다음 성질들을 만족시킨다.
- 제1 가산 공간이다.
- 국소 콤팩트 공간이다.
- 하우스도르프 공간이다.
- 완전 정규 공간이다.
- 거리화 가능 공간이다.
- 다양체(=파라콤팩트 하우스도르프 국소 유클리드 공간)이다. (그러나 제2 가산 공간이 아닐 수 있다.)

이산 공간 {\displaystyle X}에 대하여, 다음 두 조건이 서로 동치이다.
- {\displaystyle X}는 콤팩트 공간이다.
- {\displaystyle X}는 유한 집합이다.

이산 공간 {\displaystyle X}에 대하여, 다음 두 조건이 서로 동치이다.
- {\displaystyle X}는 제2 가산 공간이다.
- {\displaystyle X}는 가산 집합이다.

두 이산 공간 {\displaystyle X}, {\displaystyle Y}에 대하여, 다음 두 조건이 서로 동치이다.
- {\displaystyle X}와 {\displaystyle Y}는 서로 위상 동형이다.
- {\displaystyle X}와 {\displaystyle Y} 사이에 전단사 함수가 존재한다.

## 예
유한 개의 점을 갖는 위상 공간 {\displaystyle X}에 대하여, 다음 두 조건이 서로 동치이다.
- T1 공간이다.
- 이산 공간이다.

거리 공간 {\displaystyle (X,d)}에 대하여, 다음 두 조건이 서로 동치이다.
- 이산 공간이다.
- 임의의 {\displaystyle x\in X}에 대하여, {\displaystyle \textstyle \inf _{y\in X\setminus \{x\}}d(x,y)>0}이다.

임의의 양의 정수 {\displaystyle n}에 대하여, 몫환 {\displaystyle \mathbb {Z} /(n)}의 스펙트럼 {\displaystyle \operatorname {Spec} (\mathbb {Z} /(n))}은 이산 공간이다. ({\displaystyle \operatorname {Spec} (\mathbb {Z} /(n))}의 점의 수는 {\displaystyle n}의 소인수의 수와 같다.)

## 같이 보기
- 기둥 집합
- 맨해튼 거리